# Up All Night (Modern Family)
Up All Night é o décimo primeiro episódio da primeira temporada da série Modern Family. O episódio foi exibido originalmente pela ABC no dia 6 de Janeiro de 2010 nos EUA.

## Sinopse
Gloria não gosta da reação de Jay quando o pai de Manny aparece. O pior é que Jay começa a se afeiçoar ao pai de Manny mais do que devia. Phil é levado às pressas para o hospital por fortes dores nos Rins, mas não quer que liguem para a emergencia, pois os bombeiros da emergência tem fama de serem "Gostosos". Mitchell e Cameron tentar fazer Lily dormir sosinha, mas Mitchell terá mais trabalho com Cam do que com Lily.

## Críticas
"Up All Night" foi visto por 10.244 milhões de famílias, competindo principalmente contra reprises nas outras redes. O episódio ficou em primeiro lugar no timeslot e no ABC naquela noite. A partir de sua exibição, é o segundo episódio mais visto da série após o episódio piloto, apesar de estar competindo com o prêmio da CBS, People Choice Awards, uma premiação anual. O episódio também conseguiu entrar no top 30 e estreou em #25 em sua transmissão original americana.
Robert Canning da IGN deu ao episódio 9/10 dizendo que "São três histórias muito diferentes em uma noite de quarta, e elas têm uma coisa importante em comum: hilaridade", "Phil Dunphy roubou o episódio, Vê-lo sofrer com a agonia de pedras nos rins ("A morte está vindo!") e exagerar sobre a possibilidade de sua morte ("Luke, você será o homem da casa agora, precisa saber todos os números PIN e senhas") foi dolorosamente engraçado". Chris "Boomer" Beachum e Rob Licuria do Los Angeles Times afirmou que: "Ty Burrell, com este episódio, tem uma chance maior de ganhar o segundo prêmio Emmy depois de Eric Stonestreet de Modern Family".